# Halina Sienkiewicz
Halina Sienkiewicz (ur. 31 marca 1940 w Pniewie) – polska polityk, posłanka na Sejm PRL VIII kadencji.

## Życiorys
Uzyskała wykształcenie zasadnicze zawodowe. Z zawodu rolnik. Działała w Związku Młodzieży Polskiej, w Związku Młodzieży Wiejskiej i od 1971 w Zjednoczonym Stronnictwie Ludowym (w którym była wiceprezesem Wojewódzkiego Komitetu). Była radną wojewódzką. W latach 1980–1985 pełniła mandat posłanki na Sejm PRL VIII kadencji w okręgu Łomża. Zasiadała w Komisji Handlu Zagranicznego, Komisji Planu Gospodarczego, Budżetu i Finansów oraz w Komisji Współpracy Gospodarczej z Zagranicą i Gospodarki Morskiej. W okresie III RP związana z Polskim Stronnictwem Ludowym. Z jego listy bez powodzenia kandydowała w 2006 i 2010 do rady powiatu łomżyńskiego.
Otrzymała Brązowy i Srebrny Krzyż Zasługi.